# Bernard Amtmann
Bernard Amtmann (geboren als Bernhard Amtmann, 11. Juli 1907 in Wien, Österreich-Ungarn; gestorben 9. Januar 1979 in Montreal) war ein austrokanadischer Buchantiquar.

## Leben
Bernhard Amtmann stammte aus kleinen Verhältnissen und wurde mit 14 Jahren Hilfsarbeiter. In den 1930er Jahren gründete er zusammen mit seiner Schwester in seiner Wohnung einen Handel für Photographiebedarf. Beim Anschluss Österreichs 1938 flüchtete er nach Frankreich und kämpfte in der Französischen Armee und in der Résistance gegen Deutschland. Amtmann emigrierte im Oktober 1947 mit seiner Mutter und landete in Ottawa, da die Einreisequoten für die USA bereits erschöpft waren. Er handelte nun mit antiquarischen Büchern und gab bereits 1948 seinen ersten Katalog heraus. 1951 eröffnete er in Montreal ein Ladengeschäft und veröffentlichte zwischen 1956 und 1966 an die 250 Buchlisten und Kataloge. 1960 gründete er den Verlag Laurie Hill, in dem er ausländische und bibliophile Literatur publizierte.
Im Jahr 1966 gründete er mit kanadischen Mitgliedern aus der Antiquarian Booksellers’ Association of America den Nationalverband Antiquarian Booksellers Association of Canada und wurde deren erster Präsident. Er initiierte ein Projekt zur Einrichtung der Nationalbibliographie Canadiana: The National Bibliography of Canada. Amtmann schuf 1967 die Montreal Book Auktions. Er zog sich Anfang der 1970er Jahre aus dem Auktions- und  Antiquariatsgeschäft zurück. Sein Geschäftsarchiv ging an die Universität Montreal und an die Library and Archives Canada.
Amtmann war Mitglied zahlreicher bibliographischer und Bibliophilengesellschaften, er wurde 1974 mit einem Ehrendoktor der Universität Saskatchewan geehrt.

## Schriften (Auswahl)
- Contributions to a Short-Title Catalogue of Canadiana. 1971–1973
- The Arctic Bibliography.
- Contributions to a Dictionary of Canadian Pseudonyms. 1973